# Ортумяе
Ортумяе (ест. Ortumäe) — село в Естонії, входить до складу волості Риуге, повіту Вирумаа.